# Jaroslav Hašek EuroCity
A Jaroslav Hašek EuroCity egy a MÁV, a ŽSSK és a ČD által közlekedtetett EuroCity vonat (vonatszám: EC 274-275) volt, amely Budapest-Keleti pályaudvar és a Prágai főpályaudvar között, Pozsony érintésével közlekedett. Naponta egy-egy pár közlekedett, döntően a České dráhy által kiállított nagysebességű kocsikkal.

## Története
2017. december 9-én megszűnt, helyét a Metropolitan EuroCity vette át.

## Napjainkban
A vonatot általában a České dráhy ČD 380 váltakozó áramnemű mozdonya vontatta Budapesttől Prágáig, mivel így elkerülhető volt a magyar-szlovák határon a mozdonycsere, valamint cseh területen sem volt szükség más vontatójárműre az eltérő feszültség miatt.
A kiállított kocsik valamennyien ülőkocsik voltak, alkalmasak a 200 km/h sebességre, klimatizáltak. Az első osztályú kocsik cseh Apee, a másodosztályúak cseh Bee és Bpee típusúak voltak. A szerelvény poggyászkocsit és étkezőkocsit is továbbított.

## Útvonala
- Budapest-Keleti pályaudvar
- Vác
- Nagymaros-Visegrád
- Szob
- Párkány (SK)
- Érsekújvár
- Pozsony
- Jókút
- Břeclav (CZ)
- Brno hl.n.
- Pardubice hl.n.
- Kolín
- Praha hl.n.